# Simon Wallin
Simon Wallin, född 14 november 2002, är en svensk politiker och student vid Chalmers tekniska högskola. Sedan mars 2024 ordförande för Moderata Studenter, Moderata Ungdomsförbundets och Moderata samlingspartiets studentförbund. I denna roll är han även självskriven ledamot i MUFs förbundsstyrelse.
Han har bland annat engagerat sig i frågor relaterat till omställningsstudiestödet, fusk med studentvisum, och arbetsmarknadsnära utbildning. 
Wallin är också aktiv i regionpolitiken i Västra Götalandsregionen och lokalpolitiken i Skövde, bland annat som ledamot i barn- och utbildningsnämnden och kulturnämnden.